# Quinssaines
Quinssaines är en kommun i departementet Allier i regionen Auvergne-Rhône-Alpes i de centrala delarna av Frankrike. Kommunen ligger  i kantonen Montluçon-Ouest (2e Canton) som ligger i arrondissementet Montluçon. År 2022 hade Quinssaines 1 539 invånare.

## Befolkningsutveckling
Antalet invånare i kommunen Quinssaines
Referens: INSEE